# Parafia Matki Bożej Pocieszenia w Gwizdowie
Parafia Matki Bożej Pocieszenia w Gwizdowie − parafia rzymskokatolicka znajdująca się w archidiecezji przemyskiej w dekanacie Żołynia. 

## Historia
Pierwsze zamiary budowy kościoła w Gwizdowie pojawiły się na początku XX wieku. Bezdzietne małżeństwo Karol i Maria Krzanikowie postanowili ofiarować swą posesją na rzecz przyszłego kościoła, dlatego zbudowali na niej kaplicę. W 1908 roku w tej kaplicy został umieszczony obraz Matki Bożej Pocieszenia, który został namalowany prawdopodobnie w drugiej połowie XIX wieku przez nieznanego malarza dworskiego. W kaplicy tej w czasie letnim, kapłani z Żołyni, odprawiali co niedzielę msze święte i odbywały się I komunie święte miejscowych dzieci. 
1 lipca 1971 roku dekretem bpa Ignacego Tokarczuka został erygowana parafia pw. Matki Bożej Pocieszenia, z wydzielonego terytorium parafii Żołynia, parafii Giedlarowa i parafii Grodzisko Dolne. 18 lipca 1971 roku do parafii przybył proboszcz ks. Szymon Nosal i przystąpiono do budowy większej kaplicy. Władze komunistyczne utrudniały te przygotowania, szczególnie 3 sierpnia 1971 roku, gdy odbył się najazd Milicji, SB i straży leśnej, ale dzięki bohaterskiej postawie parafian nie doszło do konfiskaty drewna budowlanego. W nocy z 7 na 8 sierpnia 1971 roku do kapliczki, dobudowano większą drewnianą kaplicę. 
Represja władz komunistycznych jeszcze bardziej zmobilizowały parafia do budowy murowanego kościoła. 19 października 1971 roku rozpoczęto budowę kościoła, a mury nakryto dachem w grudniu 1971 roku. W 1972 roku zbudowano plebanię i założono cmentarz parafialny. 27 sierpnia 1972 roku bp Tadeusz Błaszkiewicz poświęcił nowy kościół, a 17 sierpnia 1975 roku wprowadził do kościoła obraz Matki Bożej Pocieszenia. 25 sierpnia 1991 roku odbyła się konsekracja kościoła, której dokonał bp Stefan Moskwa.
19 sierpnia 1996 roku na uroczystość 25-lecia parafii przybyło Radio Maryja oraz 10 tys. wiernych i pielgrzymów.
Na terenie parafii jest 1 280 wiernych (w tym: Gwizdów wieś – 305, Gwizdów Podlas – 185, Biedaczów wieś – 398, Biedaczów Podkudłacz część – 104, Giedlarowa część – 250, Wólka Grodziska Pasieki – 38).
Proboszczowie parafii:
1971–2008. ks. kan. Szymon Nosal.
2008– nadal ks. kan. Kazimierz Rojek.